# Dead to the World
Pour les articles homonymes, voir Dead to the World (homonymie).
Pour plus de détails, voir Fiche technique et Distribution.
Dead to the World est un documentaire de Joseph F. Cultice sur la tournée mondiale éponyme du groupe de metal Marilyn Manson sorti en 1998. Il s'agit du premier film officiel du groupe. Édité par Universal sous le label Nothing/Interscope, le film est sorti uniquement en VHS.

## Titres interprétés
- « Angel with the Scabbed Wings »
- « Lunchbox »
- « Kinderfeld »
- « Sweet Dreams (are made of this) »
- « Apple of Sodom »
- « Antichrist Superstar  »
- « The Beautiful People »
- « My Monkey (extrait) »
- « Irresponsible Hate Anthem »
- « Rock 'n' Roll Nigger »
- « 1996 »

## Synopsis
Dead to the World retrace, au moyen d'extraits sélectionnés, la tournée éponyme qui s'est déroulée entre mars 1996 et septembre 1997. Après plusieurs tournées avec Nine Inch Nails, le groupe de leur producteur, cette tournée est la première où Marilyn Manson est en tête d'affiche.
Malgré une image et un son plutôt mauvais, ce documentaire reste intéressant. Le film débute sur des manifestations organisées par des chrétiens devant les salles où se produit le groupe. Durant la tournée aux États-Unis, les plus conservateurs se sont indignés du passage du groupe dans leur ville. Le groupe a même été menacé plusieurs fois de mort. Au travers de leurs slogans et de leur sermons, les opposants condamnent les concerts du groupe et invitent les membres à se repentir.
Le film mêle ensuite des séquences live tournées lors de plusieurs concerts tout autour du monde et des prises de vues en coulisse. Les titres interprétés sont principalement issus de l'album Antichrist Superstar sorti en octobre 1996 alors que la tournée battait son plein. Les séquences live témoignent d'un jeu de scène provocateur voire choquant. On y voit Manson se scarifier en public ou saccager la scène avec le reste de son groupe. Ces séquences révèlent aussi le souci du groupe d'une mise en scène soignée : des costumes et plusieurs décors ont été prévus. Les prises de vues en coulisse sont axées sur les membres du groupe se livrant à toutes sortes de débauches avec leur entourage. On peut reprocher au film de trop se focaliser sur Marilyn Manson et Twiggy Ramirez, aux dépens des autres membres du groupe.
Le film ne comporte aucun sous-titre.

## Formation
- Marilyn Manson - Chant, flûte.
- Twiggy Ramirez - Basses.
- Madonna Wayne Gacy - Claviers.
- Ginger Fish - Batterie.
- Zim Zum - Guitares.

## Fiche technique
- Réalisation : Joseph F. Curtice
- Images : Zepp Savini, Jimmy Lanca, Marilyn Manson, Twiggy Ramirez, Zim Zum, Fluffy, Joey Cultice.
- Sociétés de production : Nothing/Interscope Records, Brass Knuckles Productions
- Pays :  États-Unis
- Langue : anglais
- Durée : 60 minutes
- Date de sortie : 1998